# Bressay
Bressay  é uma do arquipélago das Shetland, com uma área de 28,05 km². A sua população é de 368 habitantes, concentrados na maior localidade, Maryfield, e em Glebe e Fullaburn.
Bressay fica a leste de Mainland, a sul de Whalsay, a oeste de Noss e a norte de Mousa. É a quinta maior ilha do arquipélago Shetland.
Bressay tem um grande número de aves migratórias, em especial na parte oeste. O lago de Grimisetter é um refúgio para aves zancudas e cisnes-bravos. No extremo sul há uma colónia de moleiros-parasíticos. A paisagem da ilha é composta apenas de prados, machairs e pântanos, cobertos por vegetação como Silene dioica, orquídeas, trevos, e ranúnculos.

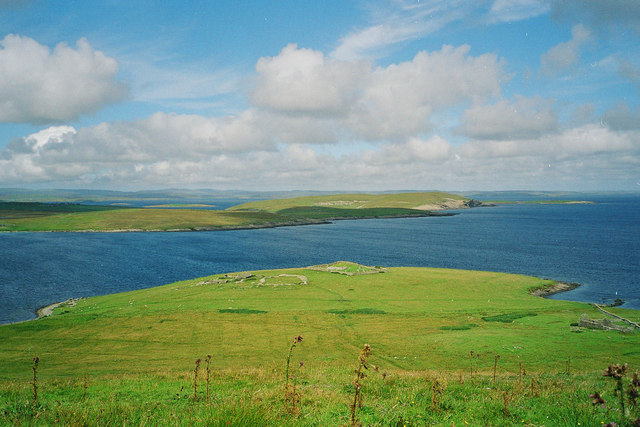
Paisagem de Bressay: as ruínas da capela de Sainte-Marie, o Voe de Cullingsburgh, a península de Aith Ness e a ilha Mainland ao fundo.